# Tô Văn Đực
Tô Văn Đực (sinh 1942) là một sĩ quan công binh nổi tiếng của Quân đội nhân dân Việt Nam trong Chiến tranh Đông Dương lần 2. Ông có tên gọi khác là "Út Đực" với bí danh "Mười Đức" khi đang phục vụ Quân Giải phóng miền Nam Việt Nam trong thời gian chiến tranh. Tô Văn Đực được mệnh danh "anh hùng mìn gạt" nhờ sáng chế và sự cống hiến của mình trong lực lượng công binh Bộ Tư Lệnh Miền.

## Tiểu sử
Tô Văn Đực sinh năm 1942 tại ấp Xóm Bưng, xã Nhuận Đức, quận Củ Chi, tỉnh Gia Định (Nam Kỳ thuộc Pháp); là con út (thứ 9) trong một gia đình tá điền. Vì hoàn cảnh nghèo khó, mồ côi mẹ, Út không thể học lên cấp 3 và phải bỏ học lang bạt từ quê nhà sang các tỉnh Sông Bé, Đồng Nai làm thuê, thường hành nghề hàn tôn và sửa chữa xe đạp. Đến năm 1962, phong trào Đồng Khởi của Mặt trận Dân tộc Giải phóng miền Nam Việt Nam đã lan rộng khắp vùng Củ Chi, Út quay về quê nhà xin gia nhập đội du kích xã Nhuận Đức. Ban đầu Út không trực tiếp chiến đấu mà được phân công chế tạo, sửa chữa khí tài chiến tranh ở xưởng công binh của xã đội Nhuận Đức - Quân Giải phóng, lúc đó chỉ là một nhà xưởng thô sơ.
Anh thay tên gọi Út Đực bằng bí danh "Mười Đức" khi hoạt động trong đơn vị. Anh liên tiếp sáng chế, cống hiến các loại vũ khí, phương tiện, kĩ thuật chiến đấu giúp Quân Giải phóng khắc phục được tình trạng thiếu vũ khí hạng nặng. Anh tham gia chiến đấu trong hàng ngũ bộ đội Miền và phối hợp cùng lực lượng du kích xã, đạt được nhiều danh hiệu Dũng Sĩ do cấp trên trao tặng, cùng với danh hiệu Anh hùng được phong năm 1967.
Sau những khó khăn lớn của chiến dịch Mậu Thân ở Gia Định, Mười Đức quay về xã đội công tác trong công binh xưởng với vai trò bộ đội tỉnh.
Do sức khỏe giảm sút từ những vết thương trong chiến tranh, năm 1992 ông về hưu với quân hàm trung tá.

## Binh nghiệp
Tháng 2 năm 1962, Tô Văn Đực - Mười Đức tham gia dân quân xã đội Nhuận Đức, tổ công binh của ông có vai trò sửa chữa súng các loại để cung cấp cho lực lượng du kích xã chống lại các trận càn của Quân lực Việt Nam Cộng hòa. Các loại súng chủ yếu gồm carbin, K54, colt 12 li. Đến đầu năm 1965 xe bọc thép xuất hiện nhiều trong các trận càn, ông nghiên cứu và tái sáng chế các loại mìn, bẫy bằng thuốc nổ TNT chống lại xe cơ giới, xe tăng. Khi có vũ khí hạng nặng trong tay, đơn vị của Tô Văn Đực tham gia chiến đấu, phá hỏng 13 xe M.113, bắn hạ được 32 binh sĩ đối phương. Ông được gia nhập lực lượng công binh của tỉnh đội Gia Định.
Năm 1965, ở ấp Cây Quéo, Không lực Việt Nam Cộng hòa thả xuống đây 13 quả bom cỡ lớn, nhưng sai kỹ thuật và không phát nổ, khiến người dân hoang mang không dám canh tác. Xung quanh khu vực này là địa bàn do MTDPGP kiểm soát. Chính quyền Việt Nam Cộng hòa chây ì không giải quyết hiện trường. Lực lượng bộ đội địa phương Củ Chi đã khai thác được một lượng lớn thuốc nổ để chuẩn bị vũ khí đương đầu với Kỵ binh Hoa Kỳ.
Đầu năm 1966, sự tham chiến của quân đội Hoa Kỳ gây khó khăn lớn cho Quân Giải phóng, đặc biệt trong trận càn Crimpt (1966) làm sập cục bộ một số chiến hào, địa đạo ở Củ Chi và khiến đội du kích tê liệt. Mười Đức chọn phương án giữ gìn số khí tài ít ỏi của đơn vị, hạn chế đối đầu với cơ giới, và tập trung nghiên cứu, chế ra các loại mìn chống tăng bằng thuốc nổ dựa trên hiểu biết sẵn của mình. Nhưng vì cần sản xuất nhiều, công xưởng của Mười Đức thiếu thuốc nổ trầm trọng. Số chất nổ cạy được trong các loại bom bi lép hoặc đạn lép thậm chí không đủ cung ứng cho việc thử nghiệm, vì vậy hoạt động chiến đấu của lực lượng Quân Giải phóng ở đây tạm ngừng.
Năm 1966, Không lực Hoa Kỳ thả xuống khu vực Bàu Trăn 6 quả bom cỡ lớn, mỗi quả 200 pound và cũng không phát nổ. Mười Đức liều lĩnh dẫn một tổ bộ đội công binh đến khám phá hiện trường, phán đoán loại bom và nguyên nhân lỗi, sau đó anh dùng tay không cạy hết các kíp nổ. Nhờ số thuốc nổ khổng lồ trong các quả bom này, đơn vị công binh có thêm nguyên liệu dự trữ để nghiên cứu mìn chống cơ giới.
Anh cải tiến mìn thô sơ, sao chép nguyên lý của mẫu "mìn kiền" Liên Xô viện trợ cho Quân Khu 7, thử nghiệm bước đầu phá hỏng được một vài xe cơ giới của địch. Sau vài lần thực nghiệm thất bại, Mười Đức cải tiến cấu trúc loại mìn này sao cho công tắc phát nổ có thể ngụy trang thành cành cây, hoạt động theo nguyên lý "cứ gạt ngang là nổ". Vỏ mìn làm bằng lon sữa, kíp nổ vẫn là bom bi lép (rác thải của QLVNCH), sử dụng chất nổ làm từ thuốc nổ TNT. Cành cây đóng vai trò công tắc có thể ngụy trang dễ dàng, nối liền với chốt khai hỏa bên trong thân quả mìn, khi cành cây bị gạt ngang sẽ tác động vào công tắc kích quả bom bi mồi nổ trước, rồi đốt cháy thuốc nổ bên trong để tạo sức công phá. Loại mìn này có thể dễ dàng sản xuất hàng loạt ở các xưởng quân giới dưới địa đạo, dễ dàng cài đặt ở bất cứ địa hình nào và có sức công phá đủ để làm hư hỏng M.113
Đây là loại mìn thô sơ, dễ dàng qua mặt được các thiết bị dò mìn, hỗ trợ tốt cho việc cài bẫy để phục kích các đoàn xe cơ giới (GMC, M113) nối đuôi. Khi xe đầu đoàn bị hư hỏng sẽ làm cả đoàn xe chững lại, sau đó các tổ du kích QGP mai phục sẵn sẽ tập kích bất ngờ rồi rút quân, gây thiệt hại lớn cho các cuộc càn quét của kỵ binh Hoa Kỳ.
Danh tiếng Mười Đức lẫy lừng khắp chiến khu nhờ loại mìn này. Mười Đức còn tham gia chiến đấu, cùng đơn vị lập nhiều chiến công, đạt được cả 2 danh hiệu: Dũng sĩ diệt cơ giới, Dũng sĩ diệt Mỹ.
Năm 1967, Mười Đức được Mặt trận Dân tộc Giải phóng miền Nam trao tặng danh hiệu Anh hùng lực lượng vũ trang nhân dân trong kỳ đại hội chiến sĩ thi đua cùng 4 huân chương các loại, 17/9/1967.
Trong chiến dịch Hồ Chí Minh, ông giữ vai trò trung đoàn phó - chủ nhiệm kỹ thuật, Trung đoàn Gia Định.
Sau chiến tranh, ông công tác ở cục kỹ thuật - QK7, chức vụ Phó chủ nhiệm kỹ thuật quân khu 7 và về hưu năm 1992 với quân hàm trung tá.

## Đời tư
Ông kết hôn với một phụ nữ trong lực lượng Công An Nhân Dân. Khi rời quân ngũ, ông chỉ tham gia Hội Cựu chiến binh và cống hiến cho viện bảo tàng Củ Chi kho quân giới năm xưa ông dùng để chiến đấu.
Đài VTV và nhiều kênh truyền hình quân đội đã mời ông tham gia phỏng vấn, kể chuyện chiến tranh.

Trong một lần phỏng vấn vào năm 2022, ông từng bộc bạch:
Lứa tuổi của tôi sinh năm 1942, hoặc 43-44... coi như vùng này chết hết rồi không còn ai. Nói chung mình sống sót như vậy là mừng lắm rồi, thì sự cô đơn mình cũng có nghĩ đến rồi, nhưng vẫn tự an ủi và tiếp tục sống mà thôi. Bạn bè mình chết hết rồi, người chết đâu đòi hỏi được gì đâu, mình được hưởng công lao của họ, mình phải đóng góp cho ngày hôm nay, mình thấy rất hạnh phúc.

## Ảnh hưởng văn hóa
Nhân vật Tư Đạp (do diễn viên Quang Tuấn thể hiện) trong bộ phim điện ảnh năm 2025: Địa đạo - Mặt trời trong bóng tối được lấy nguyên mẫu từ cuộc đời của ông.